# Unmarried Wives
Unmarried Wives è un film muto del 1924 prodotto e diretto da James P. Hogan.

## Trama
A New York Maggie Casey riesce a raggiungere la notorietà come principessa Sonya aiutata a conquistare la fama dagli sforzi del suo agente. Inizia quindi una relazione con Tom Gregory, un uomo sposato. La moglie scopre la loro relazione ed è poi vittima di un rapimento. Il direttore del teatro cerca di aggredire Maggie, ma ne viene impedito da un incendio. Joe, l'innamorato di Maggie, la salva, mentre Gregory e la moglie si riconciliano.

## Produzione
Il film fu prodotto dalla Gotham Productions.

## Distribuzione
Film Daily del 17 giugno 1924 riportava che il distributore Samuel Sax della Lumas aveva da poco firmato un contratto con la Gotham per sei lungometraggi diretti da James P. Hogan di cui Unmarried Wives doveva essere il primo. I diritti di distribuzione all'estero erano stati acquisiti dalla Apollo Trading Corp.
Il copyright del film, richiesto dalla Gotham Productions, fu registrato il 19 agosto 1924 con il numero LP20524.
Distribuito dalla Lumas Film Corporation e presentato da Samuel Sax, il film uscì nelle sale statunitensi il 2 agosto 1924. In Francia, venne distribuito con il titolo Princesse de music-hall dalla Film Triomphe.

### Conservazione
Copia della pellicola si trova conservata negli archivi della Filmoteca Española di Madrid.